# Ana González Rodríguez
Ana González Rodríguez (Oviedo, 14 de maig de 1963) és una professora de secundària i política espanyola, militant de la Federació Socialista Asturiana (FSA-PSOE). Des del 15 de juny de 2019 és alcaldessa de Gijón.

## Trajectòria
Nascuda i formada a Oviedo, és la quarta de cinc germans. La seva mare va regentar una botiga de roba en un barri d'Oviedo i el seu pare va ser economista i tenia un despatx professional. Té un fill i una filla. Va estudiar en un sistema segregat d'ensenyament fins a la universitat. Es va llicenciar en Filologia Hispànica per la Universitat d'Oviedo, on va fer l'especialitat de Llengua castellana, i uns anys més tard va cursar la de Literatura castellana i llatinoamericana. El seu primer treball va ser com a professora de castellà a joves procedents d'altres països d'Europa. L'any 1989 va començar a treballar com a professora d'institut, amb places a Astúries i Lleó: Ponferrada, Tapia de Casariego, Cangas del Narcea i Valdés. Entre els cursos 2011-12 i 2017-18 va formar part de l'equip docent de l'IES Universidad Laboral.
També, en qualitat de funcionària, va treballar com a assessora de formació del professorat del Centre del Professorat i de Recursos del Nord-occident i, a partir de 2001, com a cap del Servei per a la igualtat d'oportunitats entre dones i homes a l'Institut Asturià de la Dona (2001-2008). Posteriorment, es va incorporar com a assessora i, després, directora del gabinet de la ministra Bibiana Aído al Ministeri d'Igualtat espanyol (2008-2011), iniciant així la seva trajectòria en la política activa.
Entre 2011 i 2012 va ser regidora a l'Ajuntament de Gijón i representant espanyola a l'Institut Europeu de la Igualtat de Gènere (EIGE). Entre 2012 i 2015 va ser consellera d'Educació, Cultura i Esport del Principat d'Astúries, en la primera legislatura de Javier Fernández Fernández, i entre 2015 i 2019, secretaria d'Igualtat de la Federació Socialista Asturiana-Partit Socialista Obrer Espanyol.
El 15 de juny de 2019 va ser escollida alcaldessa de Gijón, després de ser investida amb els vots dels 11 regidors del seu partit més el d'Esquerra Unida. Va ser la primera vegada que les eleccions al consistori donaven l'entrada a set grups polítics amb representació, així com el tercer mandat consecutiu d'una dona a l'alcaldia, després que ho fossin Paz Fernández Felgueroso (FSA-PSOE) i Carmen Moriyón (FAC).
El 18 d'agost de 2021 va anunciar que no es permetrien més curses de braus a la ciutat després que a la fira taurina de Begoña, organitzada pocs dies abans a la plaça de braus d'El Bibio, el torero Morante de la Puebla assassinés a dos braus de nom «Feminista» i «Nigeriano». L'alcaldessa va explicar que l'Ajuntament no concediria la pròrroga d'ús ni oferiria un nou contracte a l'empresa explotadora de la plaça, malgrat que anualment l'adjudicatària abonés 50.000 euros per al consistori municipal. Per la seva banda, entitats com la Plataforma Feminista d'Astúries i l'Associació Nacional Animals amb Drets i Llibertat (ANADEL) van celebrar l'erradicació d'aquesta festivitat a la ciutat.